# Ivo Pinto
Ivo Daniel Ferreira Mendonça Pinto (ur. 7 stycznia 1990 w Lourosa) – portugalski piłkarz występujący na pozycji obrońcy w klubie Fortuna Sittard. W swojej karierze grał także w takich zespołach jak FC Porto, Gil Vicente, Vitória, Covilhã, Rio Ave FC, União Leiria (wyp.), CFR Cluj, Dinamo Zagrzeb, FC Famalicão i Rio Ave FC. Były młodzieżowy reprezentant Portugalii.